# 食 (天文)

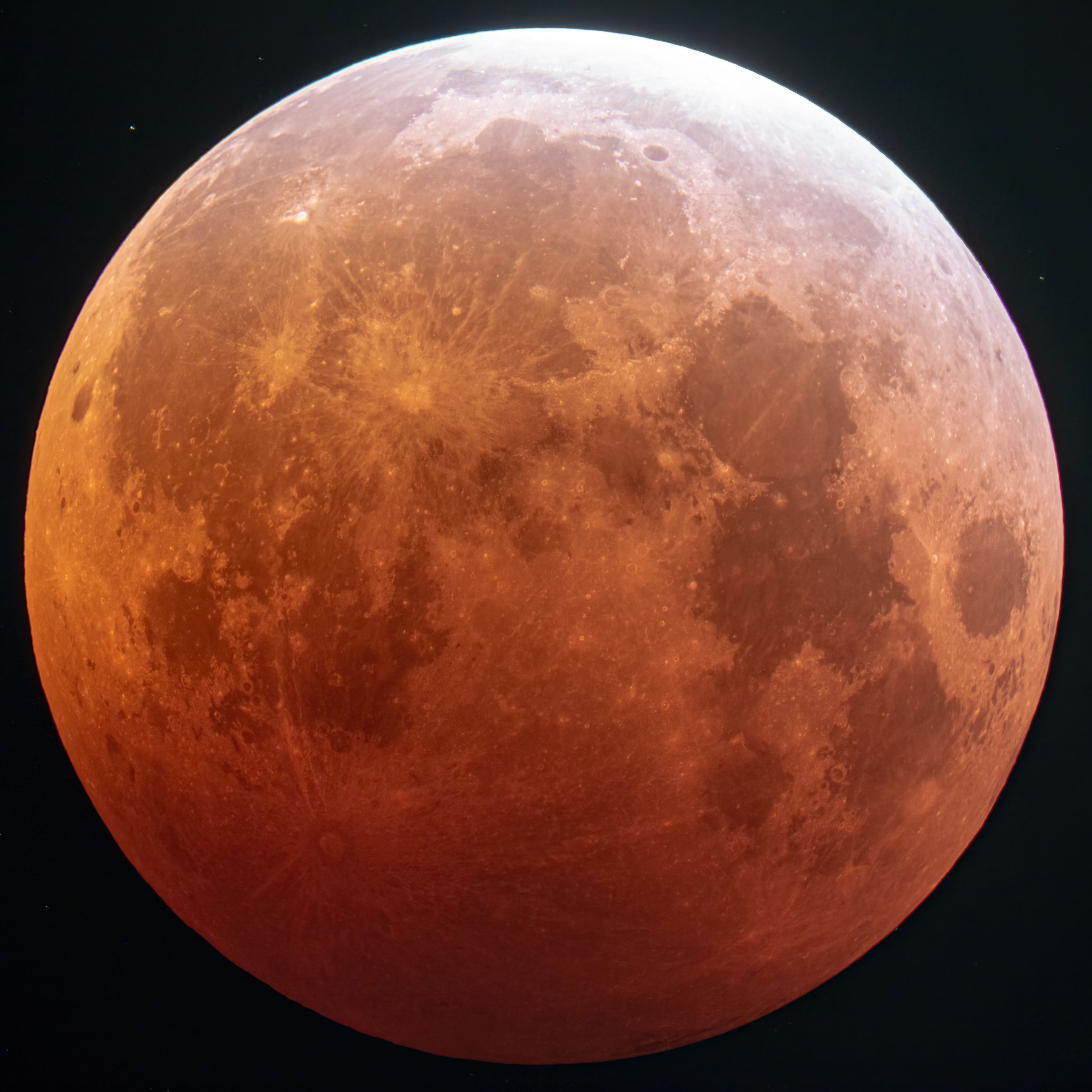
2021年5月26日の皆既月食

食（しょく、英語: eclipse、古代ギリシア語: ἔκλειψις「力を失う」に由来）とは、ある天体が別の天体の動きによって隠される天文現象である。
食は移動する天体の動きに従う光量の変化として観測される。観測者が、光源天体からの光を隠す天体を見ているのか、光を隠している天体が別の天体表面に投射した影（像、写像）を見ているのかによって区別できるが、どちらも食と呼ばれている。
区別されるときは、前者は「掩蔽」（例：日食）といい、後者は影による食（例：月食）という。掩蔽のうち、隠す天体が隠される天体に比べ極端に視直径が小さい場合を通過といい、隠されるほうの天体が太陽の場合を特に太陽面通過という。
食を説明するときは、概ね観測者を地球に置くことが多かったが、探査機の開発により、地球外での観測も可能となっている。地球上で日食が起きているとき、これを月面から見るとすると地球上に「影による食」が見える。また、地球上から月食が見られているとき、これを月面上の「影による食」の部分で日食が起きている。
「食」は食物を囓った痕が歯型により残った湾曲した形に因むが、日食・月食以外にはその意はほとんどない。日食や月食が起きるしくみが知られていなかった時代には、インドなどではラーフやケートゥなどの見えない星が食の原因と説明されていたことがあった。
英語「エクリプス」は天文以外の他分野でも用語として用いられている。

## 表記
「食」は「蝕」の代用表記である。日本での日食の最古の記録である日本書紀では「日蝕え尽きたり」と表記されているが、明治2年前の文献では「食」と「蝕」が混在しており、更に1956年の第3期国語審議会では、「食」と表記するように決定している。2010年代の天文書・天文辞典では「食」と表記されているが、「蝕」との表記例もある。

また曲名など学術的でない分野においては『蝕』と表記する事もある。

## 掩蔽による食

### 太陽によっておこる食
原理的に、ある天体の光を太陽が隠すことは起きているが、光度の差が大きすぎるために観測された事例はほぼない。

### 月によって起こる食
- 日食
月によって太陽が隠される現象を日食と呼ぶ。
火星上では、二つの火星の月、すなわち衛星フォボスとダイモスのいずれも太陽を完全に隠すほど大きくないため、部分日食（あるいは小さいため太陽面通過である）しか起こらない。火星での日食は火星表面上と火星周回軌道上の両方で撮影されている。詳しくはフォボスの太陽面通過、ダイモスの太陽面通過を参照。

- 星食
月によって恒星や惑星などが隠される現象を星食、特に惑星が隠される場合を「惑星食」と呼ぶことがある。隠される方の天体が月の縁ぎりぎりを通る場合は接食と呼ぶ。月の夜側で星食が起きる（「影に隠れる」という言い方になる）ときは、隠された天体が突然暗くなったように見えるが、地球照が観測されれば、それが月による掩蔽とわかる。

- その他
月周回軌道に乗せる人工衛星は、月の裏側にあるとき地球が掩蔽するため直接の通信ができなくなる。

### 惑星によって起こる食
- 太陽面通過
太陽は視直径が大きいために、内惑星や衛星が太陽と観測者の間を通過するものは太陽面通過と呼ばれる。部分日食の一種ともいえる。

- 衛星の掩蔽[要説明]
惑星の影に衛星が入る現象を衛星の食と呼ぶ。「掩蔽」とは厳密に区別される[要出典]
一方で、衛星が惑星によって隠される現象を狭義の掩蔽という。（月を除く）衛星の掩蔽に限り「食」とは厳密に区別され、「食」と呼ばれることはない[要出典]。
稀ではあるが、ある惑星が他の惑星の衛星を掩蔽することも観測される。

- 太陽系以外の惑星の例
はくちょう座にある恒星ケプラー89の周りを公転する太陽系外惑星、ケプラー89dとケプラー89eでは、dの一部をeが隠す惑星同士の食が観測された。

- その他
宇宙探査機がフライバイなどで惑星に近接し、その際に地球から見て惑星が宇宙機を掩蔽することがある。

### 衛星によって起こる食
- 惑星面通過
ある惑星の衛星が惑星と観測者の間を通過する現象を惑星面通過と呼ぶ。冥王星の衛星カロンは1980年代後半に冥王星の表面を通過し、地球からは明るさの変化として観測できた。

- 衛星同士の相互食
衛星を多数もつ惑星の場合、地球からみた軌道面によって衛星同士の相互食（相互掩蔽）が見られる。木星の公転周期は約12年であるため、約6年ごとにガリレオ衛星の軌道面が地球から見て真横になる時期があり、この時期には頻度が増える。

### 恒星食
惑星や衛星、小惑星などによって恒星が隠される現象を恒星食といい、地球の月によって恒星が隠される場合は特に「星食」という。天王星や海王星の環は恒星食による恒星の明るさの変化から発見されている。
1990年代から小惑星の位置予報の精度が向上し、アマチュア天文家による掩蔽の多点同時観測により正確な軌道だけでなく、大きさや形、衛星の有無まで観測することができるようになった。

### 食連星
軌道面が観測者の方向と一致している連星は掩蔽により光度が変化する。これを食連星（食変光星）と呼ぶ。確認されていなかった連星や太陽系外惑星が食（通過）を要因とした減光から発見された例もある。

## 影による食

### 月面上に見られる食
月面上に地球の影が射す現象を月食と呼ぶ。厳密にはこれを地球上から観測している場合である。
地球の影に月が入る現象を月食と呼ぶ。

### 惑星上に見られる食

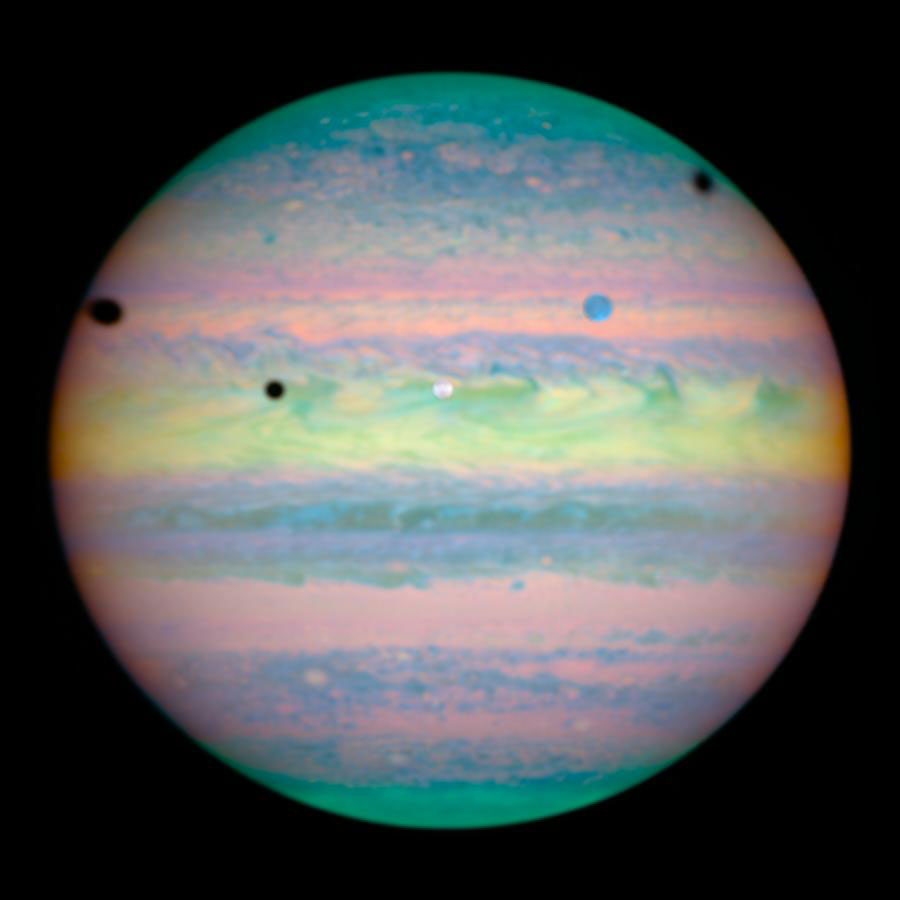
ハッブル宇宙望遠鏡によって撮影された木星の衛星による食。3つの黒点は左からガニメデ・イオ・カリストの影。また木星の中央にイオ、右寄りにガニメデの惑星面通過中の本体も写っている

惑星上に衛星の影が射す現象を衛星の食と呼ぶ。「掩蔽」とは厳密に区別される。
水星と金星は衛星を持たないため、これらの惑星では衛星による食は起こらない。また内惑星が太陽面通過する際に地球上には原理的に内惑星の影が射す（あるいは光量が減っている）ことになるが、変化が小さすぎるため内惑星の影は観測できない。
外惑星は地球に昼の面が向いていれば、望遠鏡により惑星面上に衛星の影が観測できることがある。
火星表面には火星の衛星の影が射すことがある。フォボスの影を参照のこと。
木星や土星などの多くの衛星を持つ巨大惑星では惑星表面に衛星による食が頻繁に起こる。最も特筆すべきは木星での現象である。木星には4個の大きなガリレオ衛星があり、これらの衛星の軌道傾斜角が小さいために食現象が頻繁に見られる。これらの衛星が円形の影を木星表面に落としている光景はよく見られる。
人工衛星の食
静止衛星は地球の赤道上空の軌道にあるため、春分や秋分の前後には地球の夜側の上空（いわゆる地球の影）に、年数回は月の夜側の上空（いわゆる月の影）に衛星が入る時間がある。これを「人工衛星の食」という。衛星食などと呼ぶ場合もある。
問題となるのは、地球から人工衛星が食で見えなくなることではなく、人工衛星から太陽が掩蔽で見えなくなることである。この食の期間は太陽電池による発電が行なえないため蓄電池を用いて運用を行なうが、場合によっては衛星の機能休止を余儀なくされる。例として、日本の放送衛星には1997年まで、衛星の食による放送休止時間（主に2 - 4月と9 - 11月の深夜）が存在した。